# Vakuum
Vakuum (af latin vacuus, der betyder "tom") er betegnelsen for et tomt område, som regel et lufttomt rum. I et vakuum er der principielt set ikke er noget indhold, hverken atomer eller partikler, så partikeltætheden og dermed trykket er lig med 0. Det kan dog praktisk set ikke lade sig gøre at skabe et perfekt vakuum her på Jorden og i tekniske sammenhænge, betyder vakuum derfor kun at trykket er væsentligt reduceret i forhold til det omkringliggende tryk. Imellem stjernerne eksisterer der dog naturligt større områder med perfekt vakuum.
Vakuum begrebet bruges i en række tekniske og teoretiske sammenhænge, i laboratorier og man taler om lysets hastighed i vakuum.

## Grader af vakuum
I et perfekt vakuum er trykket 0 Pa. Nedenfor er en oversigt over det gennemsnitlige tryk i forskellige sammenhænge:
- 1 atmosfæres tryk = ca. 101.325 kPa eller 1,01325 bar
- Støvsuger = ca. 40 kPa (0,4 atm.)
- Mekanisk vakuumpumpe = ca. 1,3 Pa (0,000.013 atm.)
- Rummet tæt på Jorden = ca. 130 μPa (0,000.000.001.3 atm.)
- Trykket på Månen = ca. 1,3 μPa (0,000.000.000.013 atm.)
- Interstellart rum = ca. 13 nPa (0,000.000.000.000.13 atm.)
- Ultrahøjt vakuum < ~100 nPa

## Historie
Platon og Aristoteles troede ikke på vakuumet. Araberne var derimod usikre, og i begyndelsen af 1200-tallet konstruerede Al-Jazari fra det nuværende Irak en fungerende vandpumpe. I middelalderen blev det anset som kætteri at tro på vakuum, indtil biskoppen af Paris i 1277 erklærede at Gud, fordi han er fuldkommen, i princippet kunne have besluttet at lave et vakuum, selv om det godt nok var ugudeligt.  Vakuumets eksistens blev dog betvivlet frem til Evangelista Torricelli, der var assistent for Galilei, skabte et vakuum ved at fylde et langt, tyndt glasrør med kviksølv, mens røret stod på hovedet i en vase, der også var fyldt med kviksølv. Lidt af kviksølvet løb derved ud i vasen og efterlod sig et tomrum i bunden af røret. Tomrummet var et vakuum.  Eksperimentet fik Toricelli til at undres over, at ikke alt kviksølvet var løbet ud af røret. Noget måtte holde det tilbage, og han forestillede sig helt korrekt, at det måtte dreje sig om vægten af luften i atmosfæren. Dermed var det også bevist, at atmosfæren har masse. I et brev skrev han begejstret: "Vi lever på bunden af et hav af luft." Opdagelsen anvendte han til at konstruere det første barometer.